# Мале Врхе
Мале Врхе (словен. Male Vrhe) — поселення в общині Іванчна Гориця, Осреднєсловенський регіон, Словенія. Висота над рівнем моря: 519,2 м.